# GoFast
GoFastは、アメリカの民間の観測ロケット。
打ち上げは2004年5月17日にネヴァダ州リノのブラックロック砂漠の北部の領域で実施された。

## 仕様
- ペイロード:18 kg
- 到達高度:124 km
- 総重量:350 kg
- 直径:0.25 m
- 全長:4.45 m